# Ансеи чистка
Ансеи чистка (安政の大獄 Ansei no taigoku) био је догађај у коме су по политичкој основи склоњени владини неистомишљеници. Овај догађај трајао је у периоду од 1858. до 1860. а званично се завршава атентатом на владиног званичника Ии Наосукеа. Током њеног трајања више људи је склоњено, притворено и убијено што је утицало на остатак периода убрзавајући њен немоновани крај који долази са Меиџи обновом и новим периодом.

## Кратак историјат
Ансеи чистка била је наређена од стране Ии Наосукеa који је то урадио у име бакуфуа (Токугава шогуната) како би склонила људе који су се противили знаничној политици владе.Један од разлога њеног настанка јесте и потреба да се угуши опозиција другачијег мишљења по питању иностране трговине са државама попут САД, Русије, Велике Британије, Француске и Холандије.
Преко стотину људи било је погођено овом чистком  у којој су били принуђени да напусте своје позиције у влади, хану (самоуправљајућој феудалној области) или на двору.
Неки од погођених људи су:
- Дате Муненари[5]
- Мацудаира Јошинага[5]
- Мито Нариаки[6]
- Шимазу Нариакира[5]
- Јамаучи Тојошиге[5]
- Јошида Шоин
- Токугава Јошинобу

### Хронологија
- 1858. Почетак Ансеи чистке[3]
- 1859. Хапшења и истраге се настављају.

- 24. март 1860. : Ии Наосуке је убијен испред Сакурада капије Едо замка. Овај догађај назива се "Инцидент код капије Сакурада"[7]